# Огден (Північна Кароліна)
Огден (англ. Ogden) — переписна місцевість (CDP) в США, в окрузі Нью-Гановер штату Північна Кароліна. Населення — 8200 осіб (2020).

## Географія
Огден розташований за координатами 34°15′47″ пн. ш. 77°47′29″ зх. д. / 34.26306° пн. ш. 77.79139° зх. д. (34.263063, -77.791413).  За даними Бюро перепису населення США в 2010 році переписна місцевість мала площу 12,46 км², з яких 11,80 км² — суходіл та 0,67 км² — водойми.

## Демографія
Згідно з переписом 2010 року, у переписній місцевості мешкало 6766 осіб у 2642 домогосподарствах у складі 1907 родин. Густота населення становила 543 особи/км².  Було 2824 помешкання (227/км²).
Расовий склад населення:
| - 94,4 % — білих - 1,8 % — чорних або афроамериканців - 1,1 % — азіатів - 0,4 % — корінних американців |

До двох чи більше рас належало 1,6 %. Частка іспаномовних становила 2,6 % від усіх жителів.
За віковим діапазоном населення розподілялося таким чином: 25,0 % — особи молодші 18 років, 62,7 % — особи у віці 18—64 років, 12,3 % — особи у віці 65 років та старші. Медіана віку мешканця становила 40,8 року. На 100 осіб жіночої статі у переписній місцевості припадало 97,1 чоловіків;  на 100 жінок у віці від 18 років та старших — 94,9 чоловіків також старших 18 років.
Середній дохід на одне домашнє господарство  становив 89 754 долари США (медіана — 74 355), а середній дохід на одну сім'ю — 97 929 доларів (медіана — 83 625). Медіана доходів становила 49 532 долари для чоловіків та 50 326 доларів для жінок. За межею бідності перебувало 8,1 % осіб, у тому числі 3,9 % дітей у віці до 18 років та 3,5 % осіб у віці 65 років та старших.
Цивільне працевлаштоване населення становило 3433 особи. Основні галузі зайнятості: освіта, охорона здоров'я та соціальна допомога — 27,2 %, науковці, спеціалісти, менеджери — 16,9 %, фінанси, страхування та нерухомість — 8,0 %, роздрібна торгівля — 7,9 %.